# 하결
하결(河潔, 1380년 ~ ?)은 조선 전기의 문신이다. 청주목사를 역임한 하자종(河自宗)의 넷째 아들로 태어났으며 본관은 진주(晋州)이다. 형제로 하연이 있다.
1411년에 실시된 치도봉책광연전등문과(治道封策廣延殿登文科)에서 14등으로 급제하였다. 1418년에는 정언을, 1420년에는 호조 좌랑을 역임했고 1436년에는 인천군사를 제수받았다. 1441년에는 사헌부장령, 성균관 사예를 거쳐 인천군수로 임명되었고 1444년에는 통정대부, 사간원 대사간으로 임명되었다.
1451년에는 첨지중추원사에 임명되었지만 1453년에 관직에서 물러나면서 전라도 정읍 진산촌에 거주하게 된다. 숙부인 밀양 박씨(淑夫人 密陽 朴氏)와의 사이에서 2명의 아들을 두었다. 그중 맏아들은 하금(河襟)으로 태인현감(泰仁縣監)과 공조참의(工曹參議)를 지냈으며, 손자 하주(河澍)는 제주판관(濟州判官)을 지냈다. 하결(河潔,)의 묘는 전라북도 정읍시 신월동에 있다.